# Lettrismus
Der Lettrismus (frz. Lettrisme, zu frz. Lettre, Buchstabe) ist eine 1945 von Isidore Isou in Paris gegründete literarische und künstlerische Bewegung, die in konsequenter Weiterführung und Systematisierung unter anderem dadaistischer und surrealistischer Tendenzen die Zerlegung von Wörtern zu Buchstaben und deren Neuzusammensetzung zu sinnfreien Lautgebilden anstrebte.

## Entwicklung
Isidore Isou, ein 21-jähriger rumänischer Künstler, gab 1946 die Gründung der Lettristischen Bewegung bekannt. Die neue Bewegung mit etwa zwanzig Mitgliedern verkündete 1948 im Quartier Latin auf Plakaten optimistisch: 120.000 Jugendliche werden die Straße erobern, um die Lettristische Revolution zu machen. Ziel war eine Revolutionierung der althergebrachten Ästhetik. Die Sprache sahen die Lettristen als in ihrer Kreativität erschöpft an, künstlerische Produktion sollte sich in Zukunft auf ein reineres und tiefgründigeres Element des Poesiemachens verlegen: den Buchstaben. Diese atomistische Zerlegung der Sprache in ihre kleinste, unteilbare und reinste Einheit sowie die Rekombination dieser Einzelelemente verleiht der poetischen Schöpfung Frische und Vitalität, welche die Lettristen in der Sprache lange Zeit vermissten. Es sollten statt Bildern Zeichen benutzt werden. Isou nannte seine Theorie Hypergraphologie. Damit sollten Figürlichkeit und Abstraktion in der Malerei durch Buchstaben und Zeichen ersetzt werden.
Lettristen waren dafür bekannt, ihre Kleidung mit Buchstaben und Slogans zu versehen.
Den Lettristen war auch bereits die Auseinandersetzung mit der Architektur sehr wichtig. Sie stellten die These auf, dass die Befreiung des Lebens auf die Befreiung der Stadt folgt. Dabei war ihnen wichtig, dass die Gesamtheit der Künste nicht abgehoben von der Wirklichkeit existiert, sondern sich auf eine lebenswerte Aktivität stützt. Somit waren die Lettristen mit einem neuen Lebensstil auf der Suche nach einem befreienden Städtebau. Dies war gleichzeitig theoretische Grundlage für die Situationisten.
Es kam zu einer Spaltung der Gruppe über die Frage, ob weiter Kunst und Ästhetik das Feld der Arbeit sein sollten oder dadaistische Antikunst und Sabotage das gebotene Mittel seien, um direkt auf die Wirklichkeit Einfluss zu nehmen. Die Sabotage-Fraktion gründete daraufhin die Lettristische Internationale.
Aus dem Kreis der Lettristen sind auch Guy Debord (der sich jedoch später von ihnen distanziert hat) und andere Protagonisten des Situationismus hervorgegangen. In der lettristischen Bewegung hatte sich eine Gruppierung gebildet, die sich um Guy Debord sammelte. Zum ersten Mal wurde diese Gruppe öffentlich wahrgenommen, als sie am 9. April 1950 bei einer Ostermesse in der Pariser Kathedrale Notre-Dame einen Priester entführte und ihn durch Michel Mourre, einen Vertreter aus den eigenen Reihen ersetzte. Mourre, verkleidet als Dominikaner, hielt vor etwa 10.000 Besuchern der Messe eine „Predigt“, in der er verkündete „Gott ist tot“. In dem dabei entstehenden Tumult musste die Gruppe der anwesenden Lettristen fliehen und konnte nur knapp einem Lynchmord durch die aufgebrachte Menge entgehen. Nachdem die Gruppierung außerdem versucht hatte, eine Pressekonferenz für Charlie Chaplin zu sprengen, distanzierte sich Isou von ihnen, und es kam zur Gründung der Lettristischen Internationale durch die Debord-Anhänger, aus der später die Situationistische Internationale hervorging.
1972 stieß Mike Rose auf die Pariser Gruppe der Lettristen. Die in dieser Zeit entstandenen „Zeichen“-Bilder wurden international bekannt. Eugen Gomringer schrieb über Mike Rose: „Er darf sich heute ganz richtig als ‚Der deutsche Beitrag zum Lettrismus‘ bezeichnen lassen.“ Doch bereits in den 1960er Jahren war die Sindelfingerin Margarethe Mauritz zusammen mit ihrem späteren Ehemann Roberto Altmann bei den Lettristen. Zwischen 1964 und 1972 schuf sie ca. 150 Werke.
Zu den wichtigen Werken des frühen lettristischen Films zählen Le film est déjà commencé? von Maurice Lemaître (1951), Traité de bave et d’éternité von Isidore Isou (1951) und L'Anticoncept von Gil J. Wolman (1952). Isou hat die Grundlagen der lettristischen Kinoästhetik in seiner Esthétique du cinéma (1953) beschrieben.

## Einordnung/Abgrenzung
Der Lettrismus weist Parallelen zur konkreten Poesie und besonders zur visuellen Poesie auf und wurde auch von der Literaturwissenschaft adaptiert.
Lettristisches Plakatgedicht "Fmsbwtözäu" von Raoul Hausmann aus dem Bestand des Centre Pompidou.

Link zum Bild

Richard Grasshoff definiert Lettrismus in seiner Dissertation als eine „Produktionsstrategie, die in ihrem Kern mystische, ludische und dekompositorische Charakterzüge vereint“ und unterscheidet demnach die Varianten Mystischer Lettrismus, Ludistischer Lettrismus und Dekompositorischer Lettrismus; er vertritt die These, dass sich das enge Verständnis des Lettrismus als „Nonsens-Poesie“ oder rein avantgardistische Produktionsstrategie nicht aufrechterhalten lasse.
Dekompositorischer Lettrismus soll nicht die Neuordnung, sondern vielmehr die De-Konstruktion (auch: De-Komposition) von bestehendem Material bezwecken. Das Resultat entzieht sich der Bedeutungslehre und ermöglicht so die Erschließung neuer Bedeutungsebenen. Damit unterscheidet sich die lettristische Dekonstruktion von Techniken wie Collage oder Montage.
Clytus Gottwald zieht Parallelen zwischen dekompositorischen musikalischen Techniken und dekompositorischem Lettrismus. So sei in Werken von Helmut Lachenmann oder Kurt Schwitters die Annäherung an den „Zustand, aus dem Sprache hervorging“ gelungen.

## Zitate
- […] und ich fand meine Leute. Da waren Alkoholiker, sehr junge Alkoholiker, wie wir alle es waren. Sie kamen nachmittags zusammen und dann gab es Musik, Lärm, Gespräche die ganze Nacht […]

- Jeder ist ein Kind vieler Väter. Es gibt den Vater, den wir hassten, den Surrealismus und es gab den Vater, den wir liebten: DADA. – Michèle Bernstein

- Wir sind diejenigen, die in die sozialen Kämpfe den einzig wahren Zorn hineintragen werden. Man macht die Revolution nicht, indem man 25216 Francs im Monat fordert. Sofort muß man sein Leben gewinnen, sein vollständig irdisches Leben, in dem alles machbar ist:

- Wir müssen einen Aufruhr unterstützen, der uns betrifft, der dem Maß unserer Forderung entspricht. Wir stehen für eine bestimmte Idee des Glücks, selbst wenn sie bisher immer verloren hat, eine Idee, nach der sich jedes revolutionäre Programm zuerst ausrichten muss.